# Boukraa
Boukraa (en arabe : بوكراع; en berbère: ⴱⵓⴽⵔⴰⵄ) est une ville du Sahara occidental; elle est située à 100 km au sud-est de la ville de Laâyoune.
Étant sous occupation marocaine, elle constitue, dans le cadre de l'administration territoriale marocaine, une commune rurale de la province de Laâyoune, dans la région de Laâyoune-Sakia el Hamra.
L'activité économique majeure  de la commune est l’excavation du phosphate.

## Économie

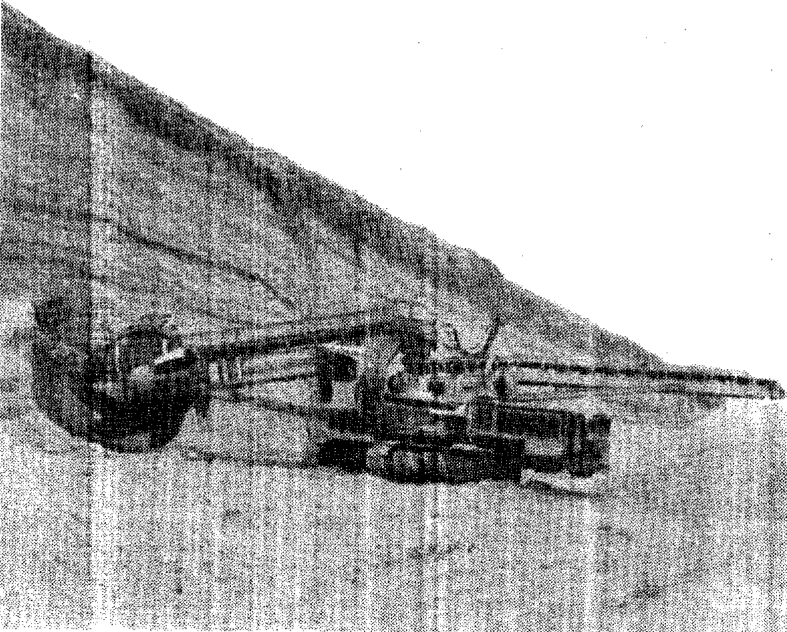
Mine à ciel ouvert à Boukraa dans les années 1970.

Le Sahara occidental est bien connu depuis presque un demi-siècle pour son activité minière. Boukraa est exploitée à ciel ouvert par Phosboucraa, une filiale de l'Office chérifien des phosphates, qui détient le monopole de l'exploitation pour le Maroc. Elle produit à elle seule annuellement 1 860 000 tonnes (1997) de phosphate. Cette production est acheminée par la plus longue bande transporteuse du monde (96 km) jusqu'au port de la ville de Laâyoune, et ensuite exportée aux États-Unis à 45 % et en Europe à 20 %.

## Histoire

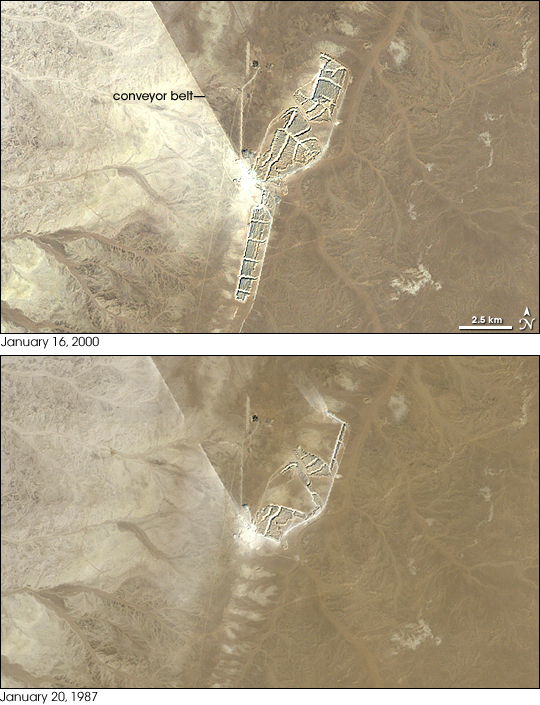
Evolution de la mine de Boukraa entre le 20 1 1987 (en bas) et le 16 1 2000 (en haut). La bande transporteuse (conveyor belt) part vers le nord-est.

La découverte des mines de phosphate en 1947 par les Espagnols rend le Sahara occidental économiquement viable, et retarde la décolonisation par l'Espagne. Le Maroc, la Mauritanie et l'Algérie s'affrontent, les deux derniers soutenant successivement le Front Polisario indépendantiste (anti-espagnol, puis anti-marocain).
La bande transporteuse est sabotée plusieurs fois dans les années 1970, notamment en novembre 1979, ce qui conduit le Maroc à construire le « mur marocain » pour empêcher les raids du Polisario. Les environs de Boukraa, faisant partie du désert saharien, sont encerclés de champs de mines.